# Robert Morison
Robert Morison   (Aberdeen, 1620 - Londres, 10 de novembre de 1683) va ser un botànic escocès. Un precursor de John Ray, elucidà i desenvolupà la primera classificació sistemàtica de les plantes.

## Biografia
Nasqué a Aberdeen, Morison va ser un estudiant excel·lent que guanyà el grau de Master of Arts (postgraduat) de la Universitat d'Aberdeen als 18 anys. Durant la guerra Civil Anglesa s'uní a Carles I d'Anglaterra i va ser ferit a la batalla de Bridge of Dee. En recuperar-se anà a França.
El 1648 es doctorà em medicina a la Universitat d'Angers i es va dedicar a la botànica. Estudià a París sota Vespasian Robin, botànic del rei de França que el presentà a Gaston, Duc d'Orléans. Per recomanació de Robin passà a ser director del jardí botànic de Blois, del centre de França.
El 1660 tornà a Anglaterra i va ser metge de Carles II d'Anglaterra i botànic de tots els jardins reials amb un sou de £200 per any i amb casa 
El 1621, Henry Danvers de Danby havia donat a la Universitat d'Oxford 250 lliures per a la compra de terreny per a un "Physic Garden" i per fer una càtedra de botànica El 1669 Morison passà a ser professor de botànica.
El 1683 publicà Praeludia Botanica, que feia servir l'estructura de les plantes per la seva classificació, ja que en aquella època es feia servir l'hàbitat i les propietats medicinals de les plantes. Morison criticà el sistema de Jean Gaspard Bauhin i Gerard Gapard Bauhin. En el pròleg de la seva Plantarum Umbelliferarum Distributio Nova (1672), Morison estableix definitivament els principis del seu mètode i va ser la primera persona a escriure una monografia sobre un grup específic de plantes, les Umbelliferae.

## Mort
Morison va ser ferit mortalment per un carro quan travessava el carrer i morí l'endemà a Green Street, Leicester-fields

## Llegat
Quan morison va morir la seva obra màxima (opus magnum) era Historia Plantarum Universalis Oxoniensis, i estava inacabada i classificava algunes de les plantes. Va ser acabada per la Universitat d'Oxford per part de Jacob Bobartel jove i publicada el 1699.
Cap a 1737, en una carta de Carl Linnaeus dirigida a Albrecht von Haller, reconeixia l'aportació de Morisosn.